# 14505 Barentine
14505 Barentine è un asteroide della fascia principale. Scoperto nel 1996, presenta un'orbita caratterizzata da un semiasse maggiore pari a 2,3575763 UA e da un'eccentricità di 0,1662844, inclinata di 3,27729° rispetto all'eclittica.